# 绍博·伊什特万
绍博·伊什特万（匈牙利語：Szabó István，1950年6月15日—），匈牙利男子皮划艇运动员。他曾代表匈牙利参加1972年、1976年和1980年夏季奥林匹克运动会皮划艇比赛，共获得一枚银牌和一枚铜牌。